# Hurbanova Ves
Hurbanova Ves est un village de Slovaquie situé dans la région de Bratislava.

## Histoire
Première mention écrite du village en 1960.

## Démographie

### Évolution de la population
| Année:               | 1994. | 2004.    | 2014.    | 2024.     |
| -------------------- | ----- | -------- | -------- | --------- |
| Nombre de personnes: | 212   | 263      | 303      | 702       |
| Différence:          |       | +24,05 % | +15,20 % | +131,68 % |

| Année:               | 2023. | 2024.   |
| -------------------- | ----- | ------- |
| Nombre de personnes: | 682   | 702     |
| Différence:          |       | +2,93 % |